# Hans Klinkhammer
Hans Klinkhammer (* 23. August 1953 in Mönchengladbach) ist ein ehemaliger deutscher Fußballspieler. Er war von 1972 bis 1980 bei Borussia Mönchengladbach unter Vertrag und wurde mit Borussia 1975, 1976 und 1977 Deutscher Meister. 1975 stand er auch im Team, das den UEFA-Cup gegen Twente Enschede für Gladbach gewann.

## Laufbahn
Der aus der eigenen Jugend stammende offensive Außenverteidiger bekam 1972 unter Trainer Hennes Weisweiler seinen ersten Vertrag als Profi. Im gleichen Jahr kamen auch noch Henning Jensen und Shmuel Rosenthal nach Gladbach, Bernd Rupp kehrte über die Station 1. FC Köln wieder zurück an den Bökelberg. Durch die qualitativ starke Konkurrenz im Kader kam Klinkhammer in seiner ersten Saison zu keinem Einsatz in der Bundesliga. Das erste Spiel in der Bundesliga absolvierte er am 25. August 1973 beim 4:2-Sieg beim Wuppertaler SV. Trainer Weisweiler brachte den Nachwuchsspieler auch am 7. August 1973, dem Ablösespiel für Günter Netzer, bei einem 4:2-Heimerfolg gegen Real Madrid zum Einsatz. Als BMG mit einem 5:0-Heimerfolg gegen den FC Bayern München am 18. Mai 1974 die Runde beendete, war Klinkhammer als rechter Außenverteidiger aufgelaufen. Er kam in dieser Runde 1973/74 auf 18 Spieleinsätze, wurde mit Mönchengladbach Vizemeister und gehörte dann in den folgenden Runden zum Kreis der Stammbesetzung.
Auch bei dem mit 1:3 Toren verlorenen Finale im Europa-Cup der Meister am 25. Mai 1977 in Rom gegen den FC Liverpool war er für Gladbach im Einsatz. Insgesamt bestritt er für Mönchengladbach 33 Spiele im Europa-Cup und schoss dabei zwei Tore. Er wurde 1977 am 12. Juni auf einer Amerikareise einmal in die B-Nationalmannschaft berufen. Bei einem 3:1-Erfolg gegen Honduras agierte Klinkhammer in der Abwehr an der Seite von Mitspielern wie Karl-Heinz Körbel, Roland Gerber, Manfred Burgsmüller, Wolfgang Frank und Roland Stegmayer.
Im Sommer 1980 wechselte der gitarrespielende Maschinenschlosser zum TSV 1860 München. Er spielte eine Saison mit den „Löwen“ in der Bundesliga, belegte unter Trainer Carl-Heinz Rühl den 16. Rang und trat nach dem Abstieg auch 1981/82 mit den „Löwen“ in der 2. Fußball-Bundesliga an. Nach zwei Jahren in München ging er in den Westen zurück und schloss sich Union Solingen an, wo er 1983 seine Karriere im bezahlten Fußball beendete.
In der Bundesliga kam er auf 163 Spiele und 5 Tore. In der 2. Bundesliga kamen noch 44 Spiele und ein Tor hinzu.